# Anthaxia hyrcana
Anthaxia hyrcana es una especie de escarabajo del género Anthaxia, familia Buprestidae. Fue descrita científicamente por Kirsch in Kiesenwetter & Kirsch en 1880.